# 玫瑰弯菌属
玫瑰弯菌属也称红弯曲菌属，为玫瑰弯菌科的一个属。该属的模式种为卡氏红弯曲菌（Roseiflexus castenholzii）。

## 下属物种
- 卡氏红弯曲菌 Roseiflexus castenholzii Hanada et al. 2002